# Studio di registrazione
Uno studio di registrazione è uno spazio progettato per l'acquisizione, mixaggio ed editing del suono. In uno studio di registrazione è possibile registrare band musicali, artisti solisti, show radiofonici, suoni per colonne sonore e spot pubblicitari.

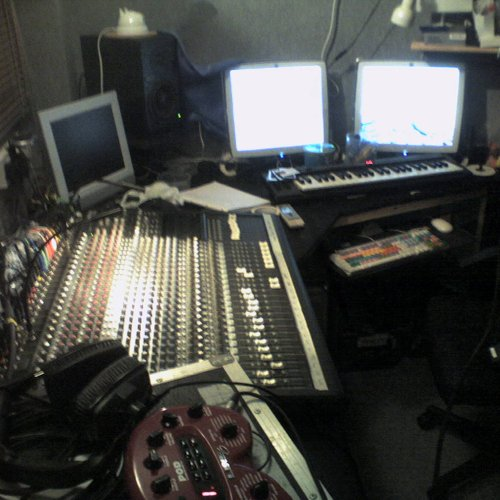
Una regia con un mixer, uno studio monitor ed una digital audio workstation.

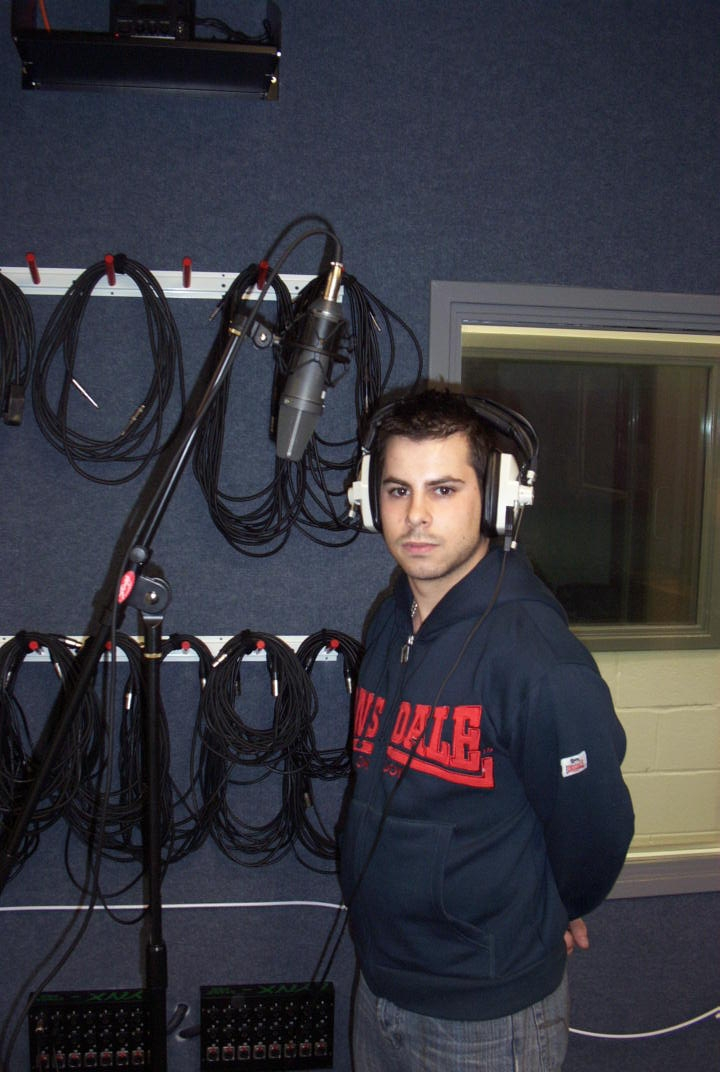
Un cantante nello studio.

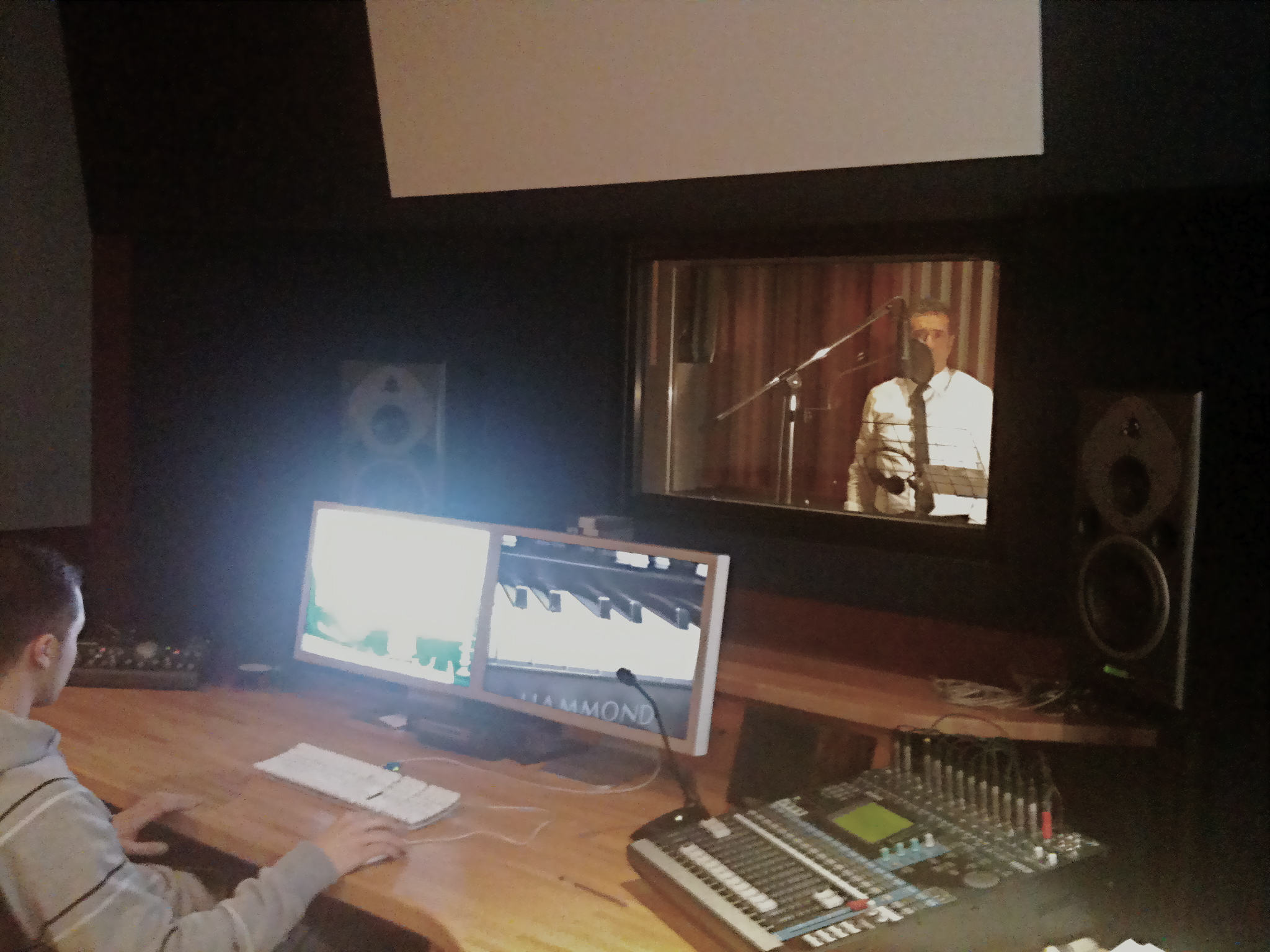
Altra immagine di un cantante mentre prova in studio.

## Storia

### Anni 1890 - 1930
Nell’epoca delle registrazioni acustiche, i primi studi di registrazione erano semplici strutture insonorizzate che provvedevano a isolare l’ambiente interno da quello esterno. Le registrazioni venivano eseguite in maniera analogica e, i musicisti, si trovavano raggruppati attorno a un corno acustico, una sorta di fonografo di grandi dimensioni. L’energia acustica delle voci e/o degli strumenti era canalizzata attraverso il diaframma del corno verso un tornio meccanico di taglio situato nella stanza adiacente, che incideva direttamente il segnale come scanalatura modulata, direttamente sulla superficie del disco. Dopo l’introduzione commerciale del microfono, dell’amplificatore elettrico, del banco da mixing e degli altoparlanti, l’industria di registrazione si è progressivamente trasformata e, nel 1925, questa tecnologia ha sostituito i metodi di registrazione analogici per importanti etichette come l’RCA Victor e la Columbia. Dal 1933, la registrazione acustica è stata completamente rimpiazzata.

### Anni 1940 - 1970
Alla fine degli anni trenta, gli strumenti di registrazione elettronici erano di utilizzo comune, ma il mastering avveniva sempre in forma analogica, tagliando direttamente sul disco. Sulla base delle tendenze musicali principali, gli studi di registrazione, in questo periodo, erano prevalentemente progettati per riprese in diretta di orchestre sinfoniche e di altri grandi gruppi strumentali. Gli ingegneri avevano infatti scoperto che gli spazi molto ampi, come le sale da concerto, erano in grado di assicurare un’acustica e un riverbero naturali migliori, che rendevano più nitide le registrazioni. Le sale dal vivo erano, di conseguenza, preferite di gran lunga rispetto alle cabine acustiche e le sale da studio divennero molto comuni a partire dalla fine degli anni sessanta. A causa delle limitazioni dovute alla tecnologia per la registrazione, che non consentivano di registrare multitraccia, gli studi della metà del XX secolo furono progettate sulla base del concetto di raggruppamento dei musicisti e dei cantanti, anziché su una separazione strategica di esecutori e microfoni per catturare l’interazione armonica e acustica dell’esecuzione. Tutt’oggi, questa precisa tecnica viene impiegata per orchestrazioni sinfoniche per l’ambito cinematografico e per grandi progetti.

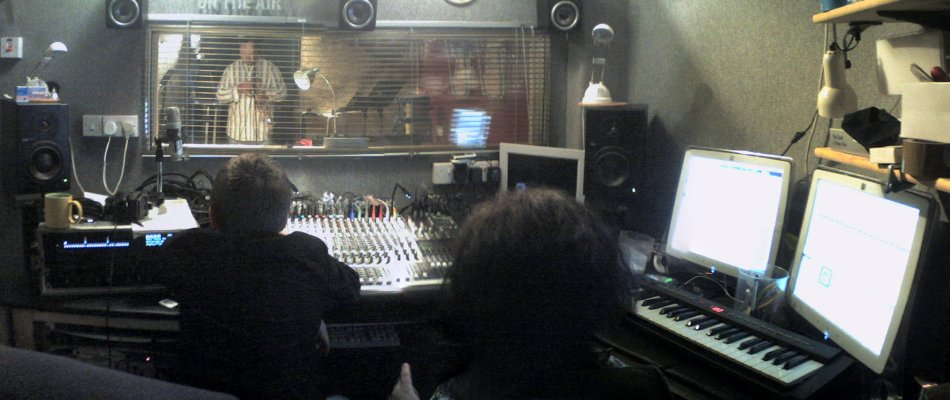
Trombettista fotografato dalla regia, durante una ripresa.

## Struttura
Tipicamente uno studio di registrazione consiste di due o più spazi: una sala di controllo, o regia (control room), attrezzata con apparecchi adatti a registrare i dati su supporto, a instradare il suono in canali appositi e a manipolarlo per vari scopi; c'è poi una sala (o più) chiamata "live room", destinata ad ospitare chi (o cosa) produce il suono. Tali sale sono isolate acusticamente, se devono ospitare degli strumenti molto rumorosi, e per evitare che il suono che viene prodotto venga registrato da microfoni presenti eventualmente in altre sale. Le sale sono progettate in base ai principi dell'acustica: oltre ad essere isolate, possono essere rivestite di materiali che ne modificano la risposta acustica favorendo o eliminando le riflessioni del suono all'interno.

### La sala ripresa
La sala ripresa è un ambiente acusticamente isolato e curato dove i segnali audio vengono ripresi per mezzo dei trasduttori elettroacustici (solitamente microfoni) per essere trasferiti attraverso dei cavi nella regia.

### La regia
La regia è l'ambiente, anch'esso acusticamente isolato e curato, dove si trovano il mixer, i monitor ed altri processori di segnale tra cui registratori multitraccia, multieffetto, cd recorder, DEC, DAT e altri ancora. In questo ambiente il fonico modifica e miscela i segnali audio.

### La sala macchine
La sala macchine è l'ambiente acusticamente isolato e termicamente stabilizzato in cui si trovano le macchine tramite le quali i segnali audio vengono memorizzati su supporti digitali o analogici. Questo ambiente non è sempre presente in quanto ormai, per mancanza di spazio, ma anche grazie alle innovazioni digitali, i registratori audio si trovano quasi sempre nella regia.

### Attrezzatura
L'equipment di base di uno studio di registrazione è:
- un mixer;
- un multitraccia, ormai sempre più spesso sostituito da moderni sequencer multitraccia software;
- microfoni;
- studio monitor, ovvero diffusori con una risposta in frequenza neutra, ovvero il più lineare possibile.

Esso disporrà inoltre di:
- una digital audio workstation con software di produzione audio e midi;
- vari tipi di effetti come riverberi, o processori di segnali quali compressori ed equalizzatori, inoltre saranno presenti una vasta gamma di plug-in digitali;
- fondamentali sono la scheda audio e i convertitori A/D, che possono sfruttare diversi protocolli per tradurre in digitale i segnali audio analogici (campionamento) e portarli alla digital audio workstation, tramite connessioni standard (USB, firewire, PCI) o specifici trasporti digitali proprietari.

## Tipologie di studi di registrazione
Man mano che il costo delle tecnologie audio è sceso, soprattutto grazie al digitale, è stato possibile creare dei piccoli studi di registrazione anche disponendo di pochi capitali da investire o addirittura allestire un piccolo studio di registrazione nella stanza di una casa.
È divenuto perciò necessario fare distinzione tra studio professionale, project studio ed home studio.

### Studio professionale
Lo studio professionale è di solito il più grande delle tre tipologie.
Dispone quasi sempre di più ambienti di ripresa e di regia nonché delle migliori tecnologie analogiche e digitali.
Effettua registrazioni conto terzi di materiale che quasi sempre finisce nel circuito discografico.

### Project studio
Spesso il project studio nasce per portare a termine la registrazione di un progetto di un artista o di un gruppo. Allo stesso tempo o successivamente effettua anche registrazioni conto terzi sia di demo sia di dischi per il mercato discografico.
È di solito dotato di almeno una sala ripresa ed una regia e ben fornito sia di macchinari analogici quanto digitali.

### Home studio
L'home studio è la versione casalinga del project studio, allestito tra le mura domestiche. Ha di solito il solo scopo di produrre demo o preproduzioni per i dischi. Con il diminuire dei prezzi delle tecnologie audio è sempre più utilizzato, ma si deve disporre di una buona conoscenza del materiale e di buone attrezzature.
Raramente dispone di dispositivi costosi e si appoggia per lo più alle tecnologie digitali. Studi di questo tipo si sono diffusi molto grazie alla tecnologia MIDI.
Per l'home recording studio sono necessari:
- una buona scheda audio (USB o firewire);
- eventualmente un mackie control (che può essere utilizzato anche come controller del software);
- una digital audio workstation, ma in studi casalinghi è più che sufficiente un comune PC (eventualmente modificato per ottenere delle buone prestazioni audio);
- microfoni di buona qualità;
- un software per la produzione audio e midi dotato di plug-in digitali (essi possono rimpiazzare i vari effetti e processori esterni ingombranti e costosi);
- monitor professionali o semiprofessionali per l'ascolto ed il mixaggio della produzione.

## Digital audio workstation
I computer general purpose odierni consentono di rimpiazzare alcuni degli apparecchi di registrazione dello studio, come mixer, multitraccia, sintetizzatori, sampler ed effetti. Un computer attrezzato a questo scopo è definito digital audio workstation o DAW. I software più popolari rivolti a queste attività sono: Avid Pro Tools, Apple Logic Pro, Cubase e Steinberg Nuendo, MOTU Digital Performer, FL Studio di Image Line, Ableton Live, Reason di Propellerhead, Ardour (disponibile per Linux e Mac OS), Cakewalk SONAR, Presonus Studio One, ACID Pro, e Reaper di Cockos.
Grazie all'invenzione dei supporti magnetici e agli standard dei formati di registrazione, non tutti i progetti iniziano e finiscono nello stesso studio.
È possibile registrare delle tracce in uno studio, completare la registrazione in un altro studio e fare il missaggio di tutto il materiale in un altro ancora, scegliendo una o l'altra struttura per la sua acustica o per i particolari dispositivi di cui dispone.
Un metodo abbastanza economico per realizzare un album musicale sfruttando questi vantaggi, è quello di iniziare le registrazioni di alcune tracce nello studio casalingo  (tastiere e tracce guida ad esempio), completare le registrazioni (Voce, batteria, chitarre e basso per esempio) in un project studio che dispone di almeno un ambiente acusticamente isolato e trattato, e infine delegare solamente il missaggio e il mastering ad uno studio professionale.